# Kotež, Belgrad

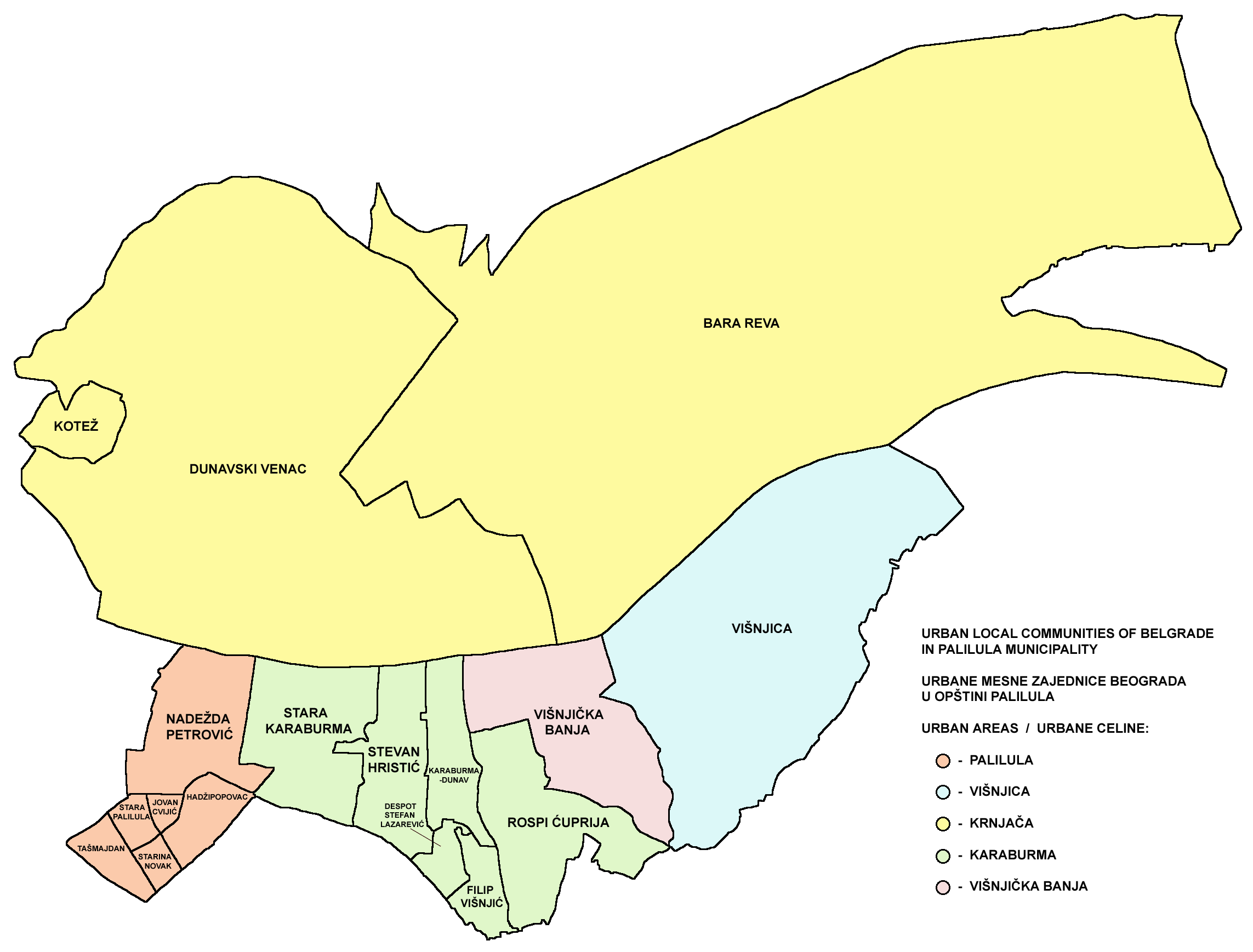
Kotež ca parte urbană a Belgradului în comuna Palilula

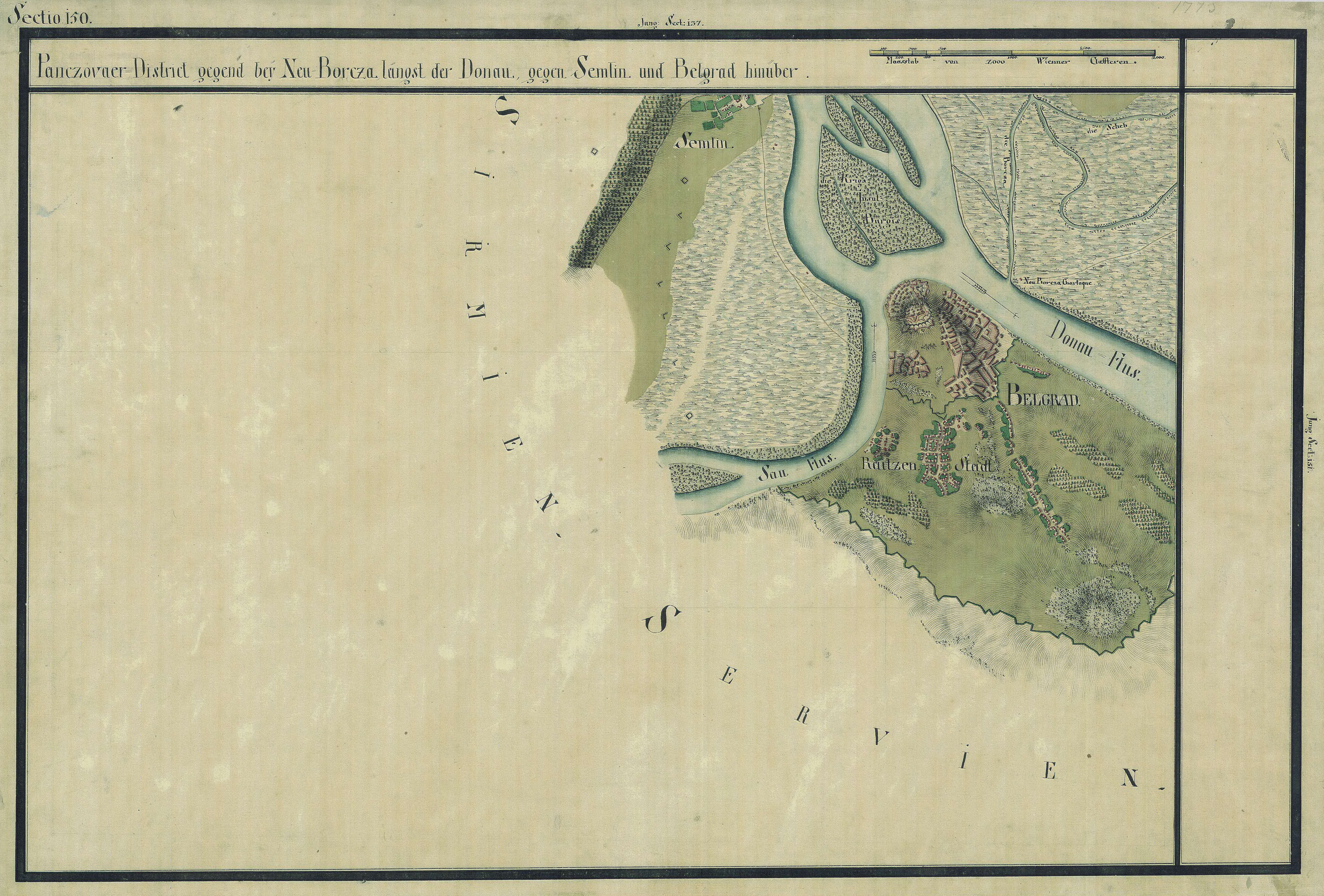
Kotežul în Harta Iosefină a Banatului 1769-72 (în partea de sus dreapta)

Kotež (transliterare: Cotej) este o suburbie a orașului Belgrad, situată în stânga Dunării, în partea bănățeană a comunei Palilula.

## Așezare
Suburbia este situată de-a lungul malului stâng al Dunării, față în față cu Belgradul Vechi, de care este legată prin podul de pe șoseaua spre Panciova.

## Istorie
Până la 1971, Kotež a fost în Krnjača, ca suburbie indepedentă.

## Populație
După datele recensământului din 2002, populația zonei din care face parte Kotež era 7.287 locuitori.